# 超二级结构
蛋白质超二级结构（supersecondary structure）又称为蛋白质的“标准折叠单位”或“折叠花式”，是介于蛋白质二级结构与蛋白质三级结构之间的蛋白质结构层次。
蛋白质超二级结构是指由蛋白质分子中若干个相邻的二级结构元件（主要为α螺旋与β折叠）组合在一起、彼此相互作用，形成种类不多的、有规则、在空间中可於辨认的二级结构组合或二级结构串，在多种蛋白质（主要为球蛋白）中充当三级结构的构件。
蛋白质超二级结构的概念由美国物理学家及微生物学家Rossmann M.G.于1973年首次提出。

## 组合形式
现在已知的蛋白质超二级结构有3种基本的组合形式——αα、βαβ及ββ。

### αα组合
αα组合是一种α螺旋束，一般是由两股平行或反向平行排列的右手螺旋相互缠绕而成的左手超螺旋（或称卷曲螺旋，coiled coil），α螺旋束中还发现有三股螺旋及四股螺旋。超螺旋是纤维状蛋白质（如α-角蛋白、肌球蛋白及原肌球蛋白等）的主要结构元件。
α螺旋束也存在于球状蛋白质中（如蚯蚓血红蛋白、烟草花叶病毒外壳蛋白等）。球状蛋白质中α螺旋束是由同一条肽链的一级序列上邻近的α螺旋组成，不像纤维状蛋白质中由几条肽链的α螺旋区相互缠绕而成。
αα蛋白质超二级结构中的α螺旋主链的φ角和ψ角与正常值略有偏差，每卷螺旋为3.5个残基而不是通常的3.6个残基。α螺旋沿超螺旋轴有相当的倾斜，重复距离从5.4nm缩短至0.51nm。超螺旋的螺距约为14nm，直径约为2nm，两股α螺旋的轴相距约1nm，使两股α螺旋的侧链能紧密结合以增强螺旋结构。

### βαβ组合
βαβ型包含兩個平行的β strands ,中間以兩個環狀結構(loops)連接,夾著1個α螺旋;而α螺旋連接著一旁的C端及另一旁N端。